# Spanish Creek, Belize
Spanish Creek är ett vattendrag i Belize. Det ligger i den norra delen av landet, 60 km norr om huvudstaden Belmopan.